# Chlorida cincta
Chlorida cincta är en skalbaggsart som beskrevs av Guérin-Méneville 1844. Chlorida cincta ingår i släktet Chlorida och familjen långhorningar.
Artens utbredningsområde är:
- Costa Rica.
- El Salvador.
- Guatemala.
- Honduras.
- Nicaragua.
- Panama.

Inga underarter finns listade i Catalogue of Life.